# لوتر: سقوط خورشید
لوتر: سقوط خورشید (به انگلیسی: Luther: The Fallen Sun) یک فیلم جنایی دلهره‌آور به کارگردانی جیمی پین و نویسندگی نیل کراس از سال ۲۰۲۳ است، که ادامه‌ای از مجموعه تلویزیونی لوتر توسط کراس محسوب می‌شود. در این فیلم ادریس البا، سینتیا اریوو و  اندی سرکیس ایفای نقش کرده‌اند.
لوتر: سقوط خورشید در ۲۴ فوریهٔ ۲۰۲۳ در سینماهای منتخب اکران و در ۱۰ مارس ۲۰۲۳ توسط نتفلیکس منتشر شد.

## داستان
در ادامه حماسی از این مجموعهٔ تلویزیونی برنده چندین جوایز که این بار در قالب فیلم طراحی شده‌است، یک قاتل زنجیره‌ای وحشتناک شهر لندن را به وحشت می‌اندازد، در حالی که جان لوتر، کارآگاه باهوش اما رسوا، پشت میله‌های زندان نشسته‌است. لوتر که از شکست خود در دستگیری دشمنش تسخیر شده‌است، تصمیم می‌گیرد از زندان فرار کند تا کار را به هر وسیله‌ای که لازم باشد به پایان برساند.— نتفلیکس

## بازیگران
- ادریس البا در نقش جان لوتر، یک بازرس ارشد و کارآگاهی باهوش اما رسوا که پس از دستگیری، از زندان فرار می‌کند.
- سینتیا اریوو در نقش در نقش دی‌سی‌آی اودت راین، یک مأمور سازمان اطلاعاتی که لوتر را شکار می‌کند.
- درموت کرولی در نقش مارتین شنک، سرپرست سابق لوتر
- اندی سرکیس در نقش دیوید رابی، میلیاردر فناوری که یک قاتل زنجیره‌ای است و از فناوری برای دستکاری و کشتن غیرنظامیان استفاده می‌کند. او همچنین دشمن لوتر است.
- توماس کومبز در نقش دی‌اس آرچی وودوارد
- هتی موراهان در نقش کورین آلدریچ
- لورین آجوفو در نقش آنیا راین
- وینسنت رگان در نقش دنیس مک‌کیب

## تولید
مفهوم یک فیلم اقتباسی از مجموعه بی‌بی‌سی برای اولین بار زمانی مطرح شد که نیل کراس، خالق سریال، در اوت ۲۰۱۳ فاش کرد که فیلمنامه‌ای برای پیش‌درآمد این مجموعه نوشته‌است.
در ژوئیه ۲۰۲۰، ادریس البا اظهار داشت که «برنامه رسمی» برای سریال دیگری از نمایش وجود ندارد، اما تمایل خود را برای بازگشت به نقش در یک فیلم ابراز کرد. این فیلم به‌طور رسمی در سپتامبر ۲۰۲۱ تأیید شد و اولین بار در نتفلیکس آغاز می‌شود و سینتیا اریوو و اندی سرکیس در کنار البا ایفای نقش می‌کنند.
البا در ۱۰ نوامبر ۲۰۲۱ اعلام کرد که فیلمبرداری شروع شده‌است. فیلمبرداری در لندن انجام شد.

## انتشار
لوتر: سقوط خورشید در ۲۴ فوریه ۲۰۲۳ در سینماهای منتخب اکران شد. پخش جریانی آن در ۱۰ مارس ۲۰۲۳ توسط نتفلیکس است.

## بازخورد
در وبگاه جمع‌آوری نقد راتن تومیتوز، ٪۶۵ از ۵۵  بررسی منتقدان مثبت است، و میانگینِ امتیاز آن ۵٫۸/۱۰ است. اجماع این وبگاه چنین می‌نویسد: «طرفداران دیرینه از دیدن ادریس البا در نقش این کارآگاه باهوش خوشحال خواهند شد، اما لوتر: سقوط خورشید افزوده‌ای نسبتاً بدون الهام به جمع پرونده‌های او است.» این فیلم در متاکریتیک که از میانگین وزنی استفاده می‌کند، بر اساس نظر ۲۳ منتقدین امتیاز ۵۴ از ۱۰۰ را کسب کرده که نشان‌گر «نقدهای مختلط یا متوسط» است.